# OSGEPL1
OSGEPL1 (англ. O-sialoglycoprotein endopeptidase like 1) – білок, який кодується однойменним геном, розташованим у людей на 2-й хромосомі. Довжина поліпептидного ланцюга білка становить 414 амінокислот, а молекулярна маса — 45 123.
| 10         |  | 20         |  | 30         |  | 40         |  | 50         |
| ---------- |  | ---------- |  | ---------- |  | ---------- |  | ---------- |
| MLILTKTAGV |  | FFKPSKRKVY |  | EFLRSFNFHP |  | GTLFLHKIVL |  | GIETSCDDTA |
| AAVVDETGNV |  | LGEAIHSQTE |  | VHLKTGGIVP |  | PAAQQLHREN |  | IQRIVQEALS |
| ASGVSPSDLS |  | AIATTIKPGL |  | ALSLGVGLSF |  | SLQLVGQLKK |  | PFIPIHHMEA |
| HALTIRLTNK |  | VEFPFLVLLI |  | SGGHCLLALV |  | QGVSDFLLLG |  | KSLDIAPGDM |
| LDKVARRLSL |  | IKHPECSTMS |  | GGKAIEHLAK |  | QGNRFHFDIK |  | PPLHHAKNCD |
| FSFTGLQHVT |  | DKIIMKKEKE |  | EGIEKGQILS |  | SAADIAATVQ |  | HTMACHLVKR |
| THRAILFCKQ |  | RDLLPQNNAV |  | LVASGGVASN |  | FYIRRALEIL |  | TNATQCTLLC |
| PPPRLCTDNG |  | IMIAWNGIER |  | LRAGLGILHD |  | IEGIRYEPKC |  | PLGVDISKEV |
| GEASIKVPQL |  | KMEI       |  |            |  |            |  |            |

A: Аланін

C: Цистеїн

D: Аспарагінова кислота

E: Глутамінова кислота

F: Фенілаланін

G: Гліцин

H: Гістидин

I: Ізолейцин

K: Лізин

L: Лейцин

M: Метіонін

N: Аспарагін

P: Пролін

Q: Глутамін

R: Аргінін

S: Серин

T: Треонін

V: Валін

W: Триптофан

Кодований геном білок за функціями належить до трансфераз, ацилтрансфераз. 
Задіяний у таких біологічних процесах, як процесинг тРНК, ацетилювання, альтернативний сплайсинг. 
Білок має сайт для зв'язування з іонами металів. 
Локалізований у мітохондрії.